# Riksbankshuset, Malmö
Gamla Riksbankshuset i Malmö är ett byggnadsminnesmärkt hus strax norr om Sankt Petri kyrka. Sveriges riksbank hade ett avdelningskontor i Malmö mellan 1824 och 1999.
Riksbanksbyggnaden i kvarteret Diskonten invigdes i september 1888. Arkitekt John Smedberg, en av Malmös mest produktiva arkitekter, gjorde ritningarna. Från 1400-talets förra hälft till 1760 låg Malmös rådhus på platsen. Det revs och ersattes med bostadshus och handelsgårdar. Gamla riksbankshuset är byggt i två våningar i en stramt klassicerande nyrenässansstil. Fasaderna är av rött tegel med dekorationer i stuck och puts. Mellan flyglarna tillkom bankvalv och trapphus i början av 1900-talet. Huset är stabilt med bastanta så kallade bremervalv och kraftiga innerväggar. År 1956 lämnade Riksbanken byggnaden och Malmö stadsarkiv flyttade in. Stadsarkivet flyttade ut 1991. Riksbankshuset blev förklarat som byggnadsminne 1995.

## Kuriosa
- 1999 spelades TV-serien Lukas 8:18 in i huset.
- Ornamentiken på fasaden har gett huset dess ekivoka smeknamn; pittahuset, !0vilket blivit allmänt känt genom författaren Jacques Werups bok Hemstaden (1981).

## Bilder

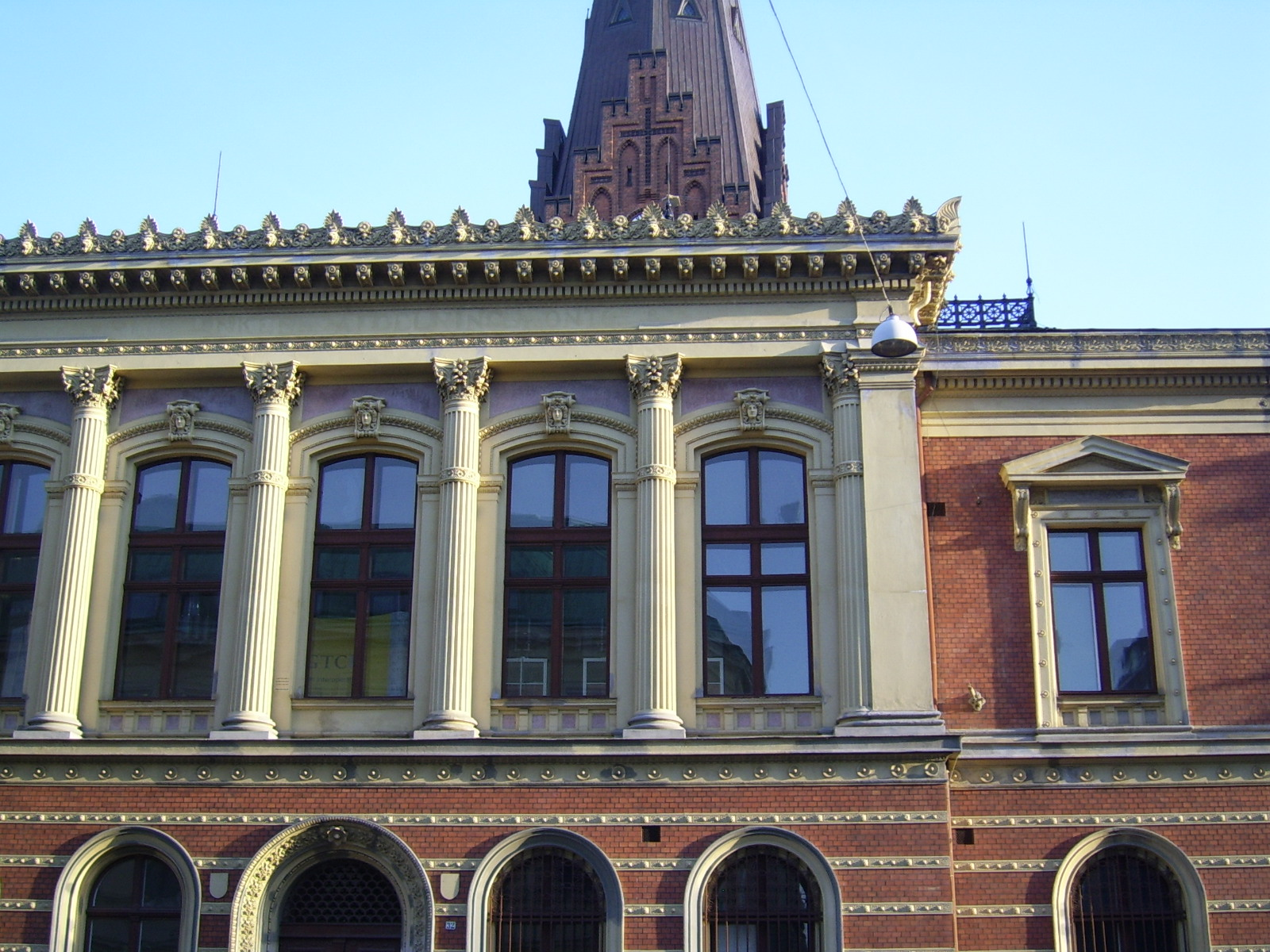
Detalj av fasadens mittparti. I ornamentiken syns stark påverkan från Smedbergs lärare, arkitekten Charles Garnier, som ritade Paris berömda operahus.
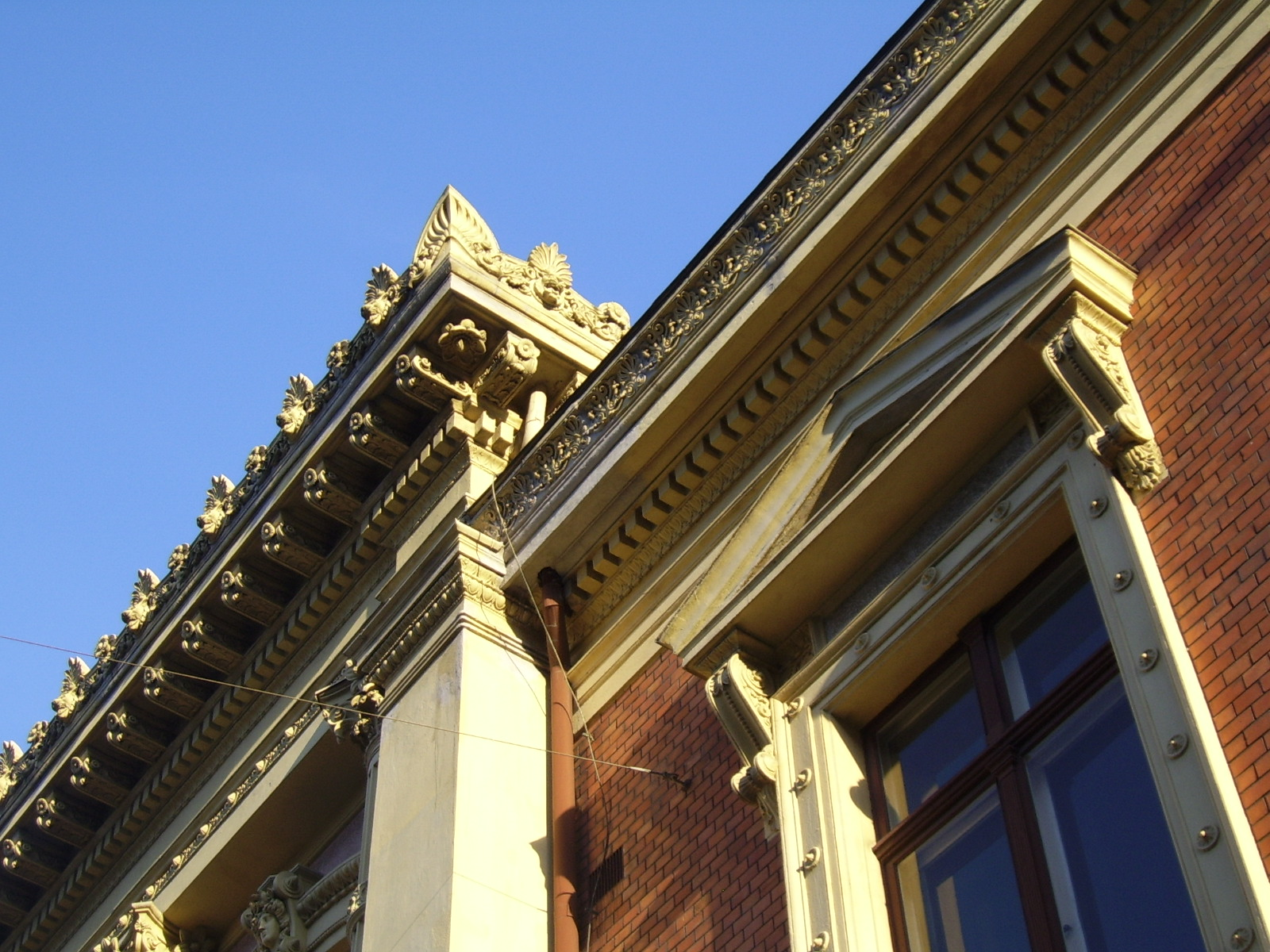
Stuckdekorationerna är utförda med noggrann precision och dramatisk skuggverkan. Fönstrens träspröjsning pryds av doriska pilastrar.
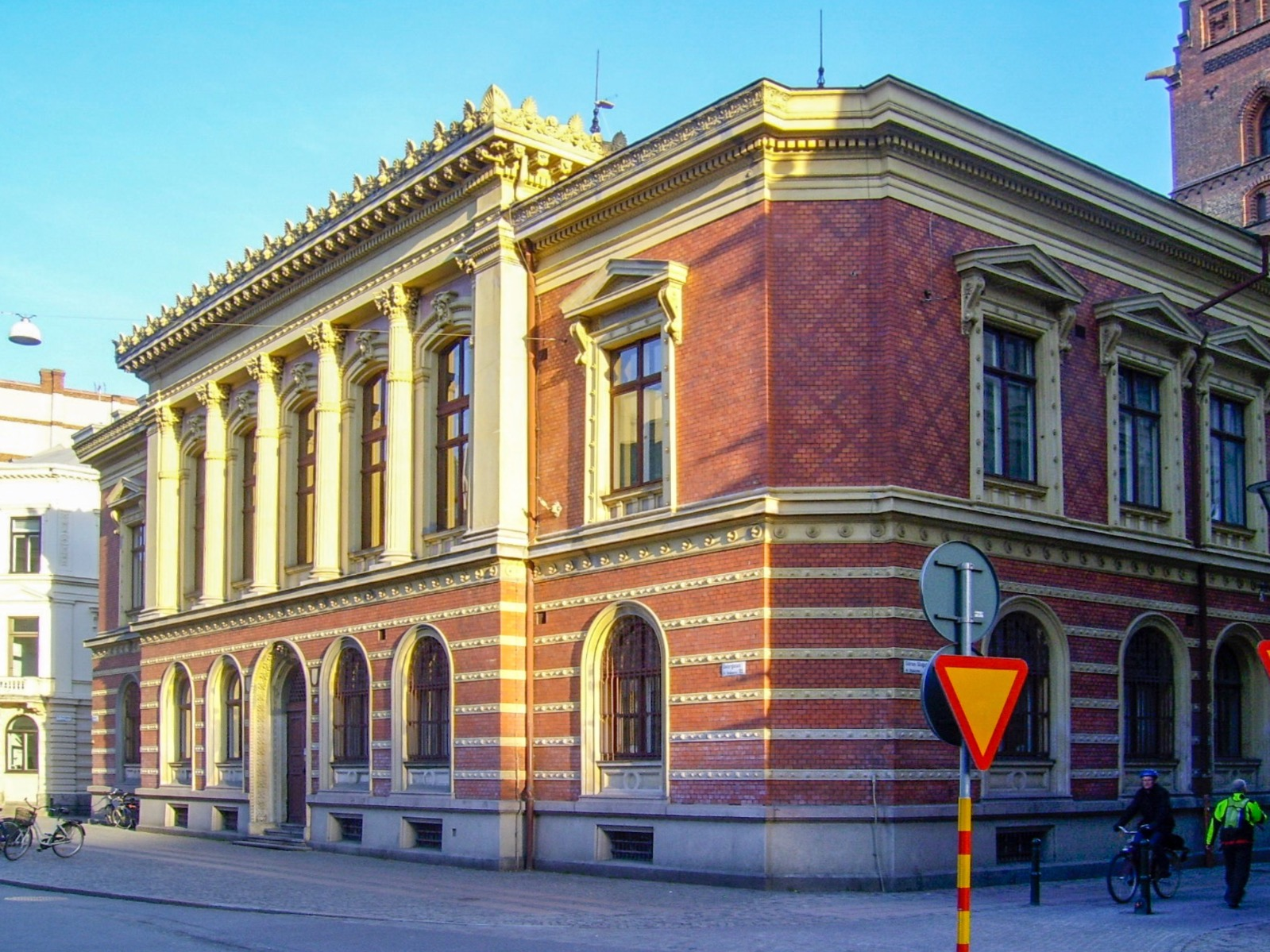
Kombinationen av synligt rött tegel och stenimiterande stuckdekorationer blev högsta mode under 1880-talet.
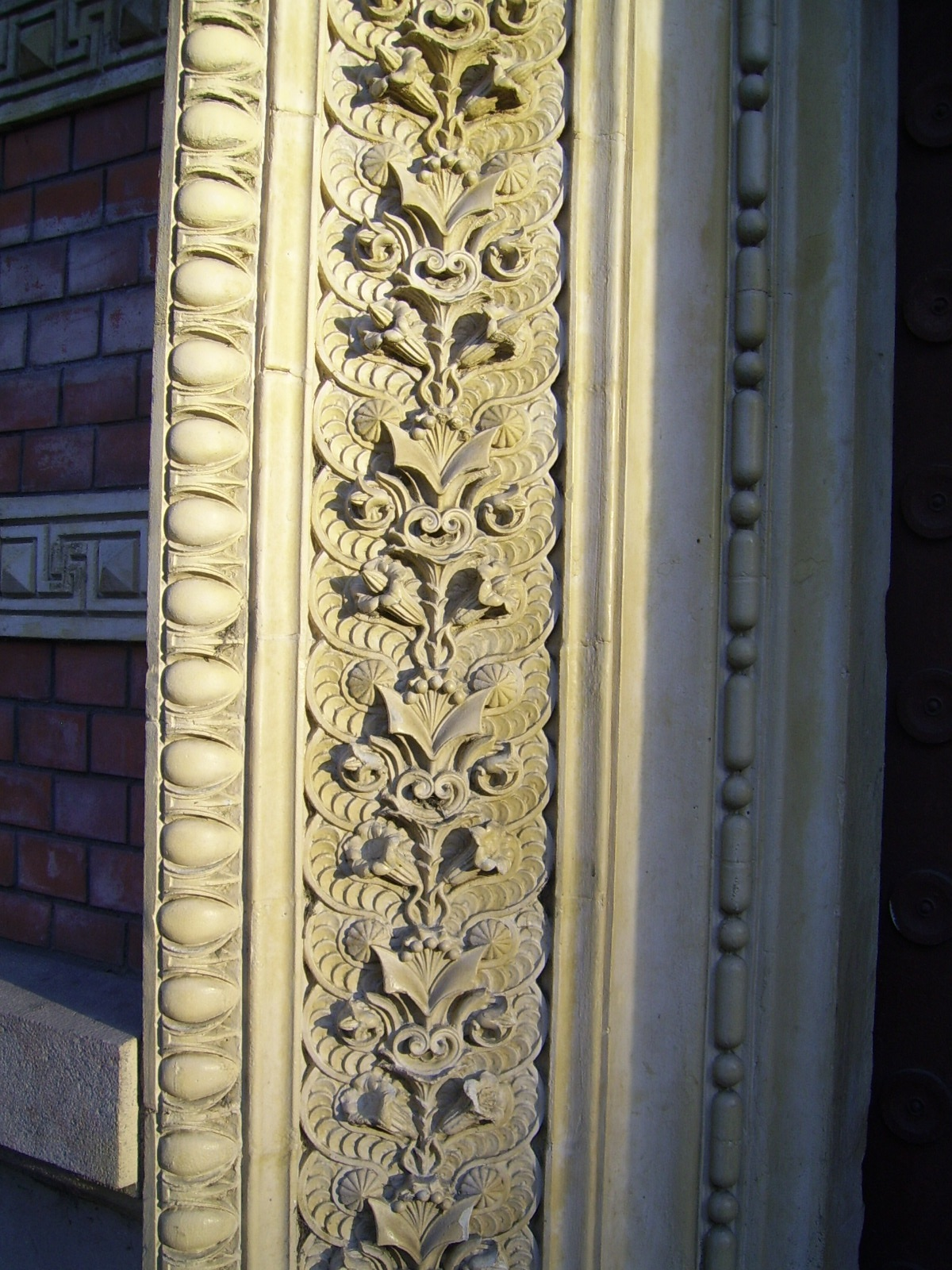
Rikt detaljerat listverk runt portalen.